# I Dieci

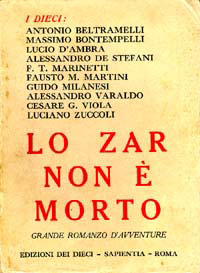
Illustration du roman collectif Lo zar non è morto, 1929

I Dieci ou Il gruppo dei Dieci est un groupe d'écrivains futuristes italiens actif en 1928, formé à l'initiative de Filippo Tommaso Marinetti.

## Adhérents
- Antonio Beltramelli
- Massimo Bontempelli
- Lucio D'Ambra
- Alessandro De Stefani
- Filippo Tommaso Marinetti
- Fausto Maria Martini
- Guido Milanesi
- Alessandro Varaldo
- Cesare Giulio Viola
- Luciano Zuccoli

Ce groupe partisan du régime fasciste s'est dédié à une expérimentation d' écriture collective avec le roman Lo zar non è morto (1929).

## Œuvre
- (it) I Dieci, Lo zar non è morto: grande romanzo d'avventure, Edizioni dei Dieci, Rome, Sapientia, 1929